# Ale S. van Zandbergen
Ale Sietse van Zandbergen (Oosterlittens, 29 juni 1956) is een Nederlandse schrijver, die in het Fries publiceert.

## Leven en werk
Van Zandbergen groeide op in Oosterlittens. Sinds midden jaren tachtig was hij leraar wiskunde en Nederlands aan de RSG Magister Alvinus in Sneek.
Van 1979 tot 1986 leverde Van Zandbergen regelmatig bijdragen aan Friese periodieken, vooral De Strikel, het ‘maandblad voor Fryslân’, waarvan hij vanaf 1984 drie jaar redactielid was. Veel later begon hij aan de roman Littenser merke (de markt van Oosterlittens), waarmee hij in 2013 debuteerde. Dit is een coming of age-roman over een dorpsjongen in de jaren zestig en zeventig van de vorige eeuw. Een tweede verhaallijn speelt in 1831 en gaat over een dorpsdominee, een Verlichtingsdenker met geloofstwijfel die het hoofd moet bieden aan de groeiende 'dweperij'; een voorbode van de Afscheiding van 1834. 
In 2014 kreeg de schrijver voor dit boek zowel de Rink van der Veldepriis voor het beste Friese prozaboek als de Douwe Tammingapriis voor het beste debuut. Het kwam ook op de shortlist voor de Gysbert Japicxpriis 2015. De roman werd opgenomen in de brochure 10 books from Holland van het Nederlands Letterenfonds voor de Frankfurter Buchmesse 2014.
Hierna schreef Van Zandbergen een tweede roman, die in 2017 verscheen onder de titel Famke famke (Meisje meisje).